# Rita Bernardini
Rita Bernardini (Roma, 27 dicembre 1952) è una politica italiana, ex-membro del Consiglio Generale del Partito Radicale ed ex deputata.

## Biografia
Di famiglia non radicale (il padre votava MSI, la madre Democrazia Cristiana), da giovane si avvicina ai Radicali di Marco Pannella nel 1975, poco dopo la vittoria del "NO" al referendum per l'abolizione della legge sul divorzio (1974), che consentì al Paese di mantenere la legge approvata nel 1970 dal Parlamento. In quel periodo il Partito Radicale aveva portato all'attenzione dell'opinione pubblica anche la battaglia "contro l'aborto clandestino e di massa" per la depenalizzazione del reato di aborto. È in questo clima di grande mobilitazione che Rita Bernardini si accosta all'attività politica, lavorando alle campagne referendarie del 1978 e del 1981.
Nel 1976 costituisce il FRI (Fronte Radicale Invalidi) per l'affermazione e la tutela dei diritti delle persone portatrici di handicap, conducendo una campagna per il superamento delle barriere architettoniche. Nel 1977, a fronte del divieto di manifestare imposto dall'allora Ministro dell'interno Francesco Cossiga, organizza disobbedienze civili assieme agli invalidi in carrozzella, costruendo scivoli in cemento davanti agli uffici pubblici o aperti al pubblico .
Nel 1981 inizia a collaborare con l'agenzia di Stampa Notizie Radicali e nel contesto della campagna del Partito Radicale contro lo sterminio per fame nel mondo, fonda l'agenzia settimanale "Azione Sopravvivenza". Fa il suo ingresso a Radio Radicale nel gennaio del 1983 e vi collabora, anche come vicedirettrice, fino alla fine del 1991, quando assume il coordinamento della raccolta delle firme per nove referendum. Dopo essere stata presidente del consiglio generale del Coordinamento Radicale Antiproibizionista (Cora), dà vita al Movimento dei Club Pannella-Riformatori di cui diventa segretaria nazionale, coordinando la campagna dei 20 referendum del 1995.
Negli anni successivi il suo impegno preminente è quello sul versante dei diritti civili e politici, attraverso l'organizzazione di innumerevoli azioni di disobbedienza civile, scioperi della fame, sit-in, presidi non violenti e walk-around . In occasione della campagna referendaria del 1995, porta avanti uno sciopero della fame di 38 giorni contro l'ostruzionismo dei mezzi d'informazione lamentato dai Radicali, che si conclude con la manifestazione dei 'nudi' al Teatro Flaiano e anima alcune distribuzioni di hashish, nel 1995 e nel 1997.
Nel 1998 organizza il più numeroso sciopero della fame che si sia mai tenuto in Italia "per la libertà, la legalità dell'informazione e per la vita di Radio Radicale", cui hanno preso parte oltre 10.000 persone. Nel 1999 coordina la raccolta delle firme per i 20 referendum promossi dalla Lista Emma Bonino e l'anno seguente si candida alla presidenza della regione Lazio, ma alle consultazioni ottiene solo il 2,2% dei consensi.
Nel settembre del 2002 è tra i fondatori dell'Associazione Luca Coscioni per la libertà della ricerca scientifica, di cui sarà segretaria. Dopo aver lasciato a Marco Cappato la guida dell'Associazione Luca Coscioni, gli anni che vanno dal 2003 al 2006 la vedono impegnata nel difficile ruolo di tesoriera dei Radicali Italiani, in un momento di grande difficoltà per tutta l'area radicale. Alle elezioni politiche del 2006 è candidata per il Senato con la Rosa nel pugno senza essere eletta. Il Congresso del novembre 2006 la elegge a larghissima maggioranza segretaria del movimento, terza donna nella storia del Partito Radicale a ricoprire l'incarico.
Sale nuovamente alla ribalta delle cronache nell'agosto del 2007, quando afferma che la crescita delle attività di compravendita di esercizi commerciali e di immobili di locali nel centro della città di Roma possano essere iniziative di riciclaggio dei proventi illeciti del mercato degli stupefacenti da parte della criminalità organizzata, in particolare napoletana. Tali affermazioni suscitano polemiche, per via del loro tenore, ritenuto razzista.
Nell'aprile 2008 è stata eletta alla Camera dei deputati, nelle liste del Partito Democratico, all'interno della delegazione Radicale nel PD.
Il 29 giugno 2008, al congresso di Radicali Italiani, non si ricandida segretaria; verrà quindi eletta segretaria Antonella Casu.
Come deputata dedica la sua attività principalmente al tema della giustizia, su temi come l'abolizione dell'obbligarietà dell'azione penale, sulla responsabilità civile dei magistrati, sulla riforma in senso uninominale del sistema elettorale del Consiglio superiore della magistratura. Su questi temi il 29 settembre 2008 ha inoltre organizzato con Emma Bonino e Giuseppe Rossodivita una conferenza nazionale.
Nel febbraio 2010 ha condotto uno sciopero della fame per l'ottenimento di 10 obiettivi politici che riguardano principalmente le carceri, la trasparenza delle istituzioni e le elezioni regionali del 2010:
- Ottenimento dei dati finanziari riguardanti le spese della Camera dei deputati.

Obiettivo raggiunto il 17 febbraio 2010 con la ricevuta d'un documento dal presidente della Camera Gianfranco Fini con il dettaglio delle spese della Camera dei deputati.
- Attuazione del regolamento penitenziario per le carceri.

Obiettivo raggiunto il 21 febbraio 2010 con una bozza di disegno di legge del Ministro della giustizia Angelino Alfano sulla riforma del sistema carcerario e le pene alternative.
- Approvazione immediata del disegno di legge per l'adeguamento dell'ordinamento delle istituzioni italiane allo statuto istitutivo della Corte penale internazionale;
- Anagrafe pubblica degli eletti online dei deputati;
- Attuazione della risoluzione no. 6-00012 per la riforma organica della giustizia;
- Garanzia dell'esercizio di voto per i detenuti e per i malati intrasportabili alle elezioni regionali del 2010;
- Garanzia della presenza di autenticatori per la raccolta firme per le elezioni regionali;
- Lotta alle affissioni selvagge e illegali dei manifesti elettorali per le elezioni regionali.

Il suo sito personale ospita uno dei suoi blog.
Il 17 luglio 2019 è stata convocata dai carabinieri in caserma, e trattenuta diverse ore, dopo il rinvenimento da parte dei militari di 32 piante di cannabis che Bernardini coltivava sul terrazzo della sua abitazione come atto di disobbedienza civile per la legalizzazione della cannabis e in particolare per rendere effettivo il diritto dei malati di poter accedere all'utilizzo della marijuana a scopo terapeutico. Nel verbale di sequestro delle piante, Bernardini ha fatto allegare la seguente dichiarazione: "Esprimo tutto il mio disappunto per la decisione della Procura di Roma di non procedere al mio arresto, come accade a tutti i cittadini che vengono sorpresi a coltivare marijuana. Così si usano due pesi e due misure e la legge finisce per non essere uguale per tutti. La vera disobbedienza civile esige che non ci siano esimenti di tipo politico quando si decide di violare la legge in vigore. Che migliaia di malati non riescano ad accedere ai farmaci cannabinoidi per l'inefficienza dello Stato è semplicemente intollerabile, tanto più che la legge che ne prevede la somministrazione risale al 2007".
In un'intervista del 2019, ha dichiarato di aver vissuto da giovane il dramma dell'aborto. Data l'impossibilità di praticarlo in Italia, dove era ancora illegale, Rita Bernardini ha raccontato di essere andata ad abortire a Londra.
Il 10 novembre 2020 ha iniziato uno sciopero della fame, durato 35 giorni, per chiedere a Governo e Parlamento interventi immediati per ridurre il sovraffollamento carcerario e impedire il dilagare del Covid-19 negli istituti di pena. Fra le misure richieste, oltre ad un provvedimento di amnistia e indulto, l'ampliamento della detenzione domiciliare e il ripristino della liberazione anticipata speciale. All'iniziativa nonviolenta hanno aderito migliaia di cittadini, liberi e detenuti, oltre a personalità del mondo politico, della cultura e del diritto: Luigi Manconi, Sandro Veronesi e Roberto Saviano, con tre articoli apparsi il 27 novembre rispettivamente su La Stampa, sul Corriere della Sera e su La Repubblica (quotidiano), hanno pubblicamente manifestato la loro adesione allo sciopero della fame e agli obiettivi dell'azione nonviolenta condotta da Rita Bernardini; numerosi docenti di discipline penalistiche hanno sottoscritto l'appello di adesione allo sciopero della fame promosso dai professori Giovanni Fiandaca e Massimo Donini; l'8 dicembre 2020 Adriano Sofri dalle colonne de Il Foglio (quotidiano) ha annunciato la sua partecipazione allo sciopero della fame. L'11 dicembre Rita Bernardini, giunta al 31º giorno di sciopero della fame, ha scritto una lettera al Presidente della Repubblica Sergio Mattarella, lettera controfirmata dal segretario del Partito Radicale (Italia) Maurizio Turco e dalla tesoriera Irene Testa. Il 15 dicembre, giunta al 35º giorno di sciopero della fame, Bernardini ha sospeso l'iniziativa nonviolenta dopo l'annuncio della fissazione di un incontro con il Presidente del Consiglio Giuseppe Conte, incontro avvenuto il 22 dicembre a Palazzo Chigi. Il 7 gennaio 2021 Rita Bernardini, constatata l'inerzia del Governo sul tema delle carceri, ha ripreso l'iniziativa nonviolenta di sciopero della fame. poi interrotta per l'assenza di interlocutori istituzionali dovuta alla crisi di governo. Il 3 marzo 2023 il segretario del Partito Radicale Maurizio Turco annuncia che non essendosi reiscritta per l'anno corrente decade da membro del Consiglio Generale..
Nell'aprile del 2024, in occasione delle elezioni europee, Matteo Renzi annuncia la candidatura di Bernardini per la lista di scopo Stati Uniti d'Europa (costituita dai Radicali insieme a Italia Viva, LibDem, Partito Socialista Italiano e Italia C'è) come capolista nella circoscrizione isole. Bernardini conduce la campagna elettorale in sciopero della fame per chiedere ai decisori politici di intervenire per ridurre il sovraffollamento delle carceri; dopo 28 giorni sospende il digiuno annunciando la calendarizzazione alla Camera della proposta di legge presentata da Roberto Giachetti (deputato di Italia Viva) in tema di liberazione anticipata speciale e ordinamentale. La Bernardini raccoglie 3.883 preferenze piazzandosi quarta ma la lista non supera la soglia di sbarramento.